# 名張市立美旗小学校
名張市立美旗小学校（なばりしりつ みはたしょうがっこう）は、三重県名張市新田にある公立小学校。

## 沿革
- 1872年（明治5年） - 新田・中村・東田原・上小波田・下小波田の5校設立[1]。
- 1883年（明治16年） - 清齋学校として5校を1校にまとまる。
- 1887年（明治20年） - 新田尋常小学校と改称。
- 1901年（明治34年） - 美旗尋常高等小学校と改称。
- 1941年（昭和16年）4月1日 - 国民学校令により美濃波田村立国民学校と改称。
- 1947年（昭和22年）4月1日 - 学制改革により美濃波田村立美旗小学校と改称。
- 1951年（昭和26年） - 町村合併により名張町立美旗小学校と改称。
- 1954年（昭和29年）3月 - 市制施行により名張市立美旗小学校と改称。
- 1979年（昭和54年） - 新校舎竣工。

## 通学区域
- 新田、美旗中村（以下を除く：池之谷、寺之前、東徳明、大谷、比円丈）、上小波田（以下を除く:狭間、志ん屋くの国道165号沿北側）、下小波田（以下を除く:2021番地1、2021番地2）、西原町、東田原、南古山、美旗町中1番、美旗町中2番、美旗町中3番、美旗町南西原、美旗町藤が丘[2]

卒業生は基本的に名張市立北中学校に進学する。